# Homérosz
Homérosz (görögül Ὅμηρος, latinul Homeros, Homerus, régiesen Homér; i. e. 8. század?) görög költő. A Homérosznak tulajdonított két nevezetes költemény, az Iliasz és az Odüsszeia az i. e. 8. században keletkezhetett. 
Az ókori görög közvélekedés szerint a  görög mitológiát Homérosz és a nála két évtizeddel fiatalabb Hésziodosz teremtette meg a nép emlékezetében élő mondák alapján. A trójai mondakör Homéroszig például legalább négy-öt évszázadon át élt a népi hagyományokban. Homérosztól maradt fenn ezek első írásos változata. A homéroszi eposzok az ógörög nyelv epikus dialektusának első képviselői.
Homérosz életéről nem maradtak fenn megbízható források, az sem bizonyos teljességgel, hogy valós személyként létezett-e. Számos fennmaradt életrajza ellentmondásos, regényes.
A spártaiak nem sokra becsülték a műveltséget. Viszont Homérosz költeményeit mégis fontosnak tartották, mert a háborúkról szóltak.

## Eposzai

### Iliasz
A mondakör hagyományos időrendjével szemben az eposz Homérosznak tulajdonított indítása meglehetősen eredeti. A háború utolsó évét és annak is csupán egyetlen eseményét – Akhilleusz haragját – énekli meg 24 fejezetre tagolódó 16 000 hexameterben, az előzményeket csak utalásokban érzékeltetve. A nyilvánvalóan egyéni koncepciót jelző in medias res (a dolgok közepébe vágva) technikát már Horatius is dicsérte az „Ars poetica” című művében.

### Odüsszeia
Az Odüsszeia egy szintén 24 fejezetre tagolt, 12110 hexameterből álló eposz, az Iliasz folytatása. A műben a háború következményei és a pusztítás utóhatásai bontakoznak ki az Iliaszban még nem hangsúlyos szerepű Odüsszeusz személyes sorsában.

### Az eposzok hagyományozása
Mindkét eposz eleinte szájhagyomány útján terjedt, Homérosznak általában csak azok első írásba foglalását tulajdonítják. A két eposz között jelentős filológiai különbségek vannak. A Homérosz-kutatás egyik legvitatottabb kérdése az, hogy létezett-e egyáltalán Homérosz mint egyetlen történelmi személy, vagy pedig csak legenda, valamint, hogy miképpen rögzítették írásba a két mondát, és mennyire hitelesek a szövegek.

## Hatása a világirodalomra

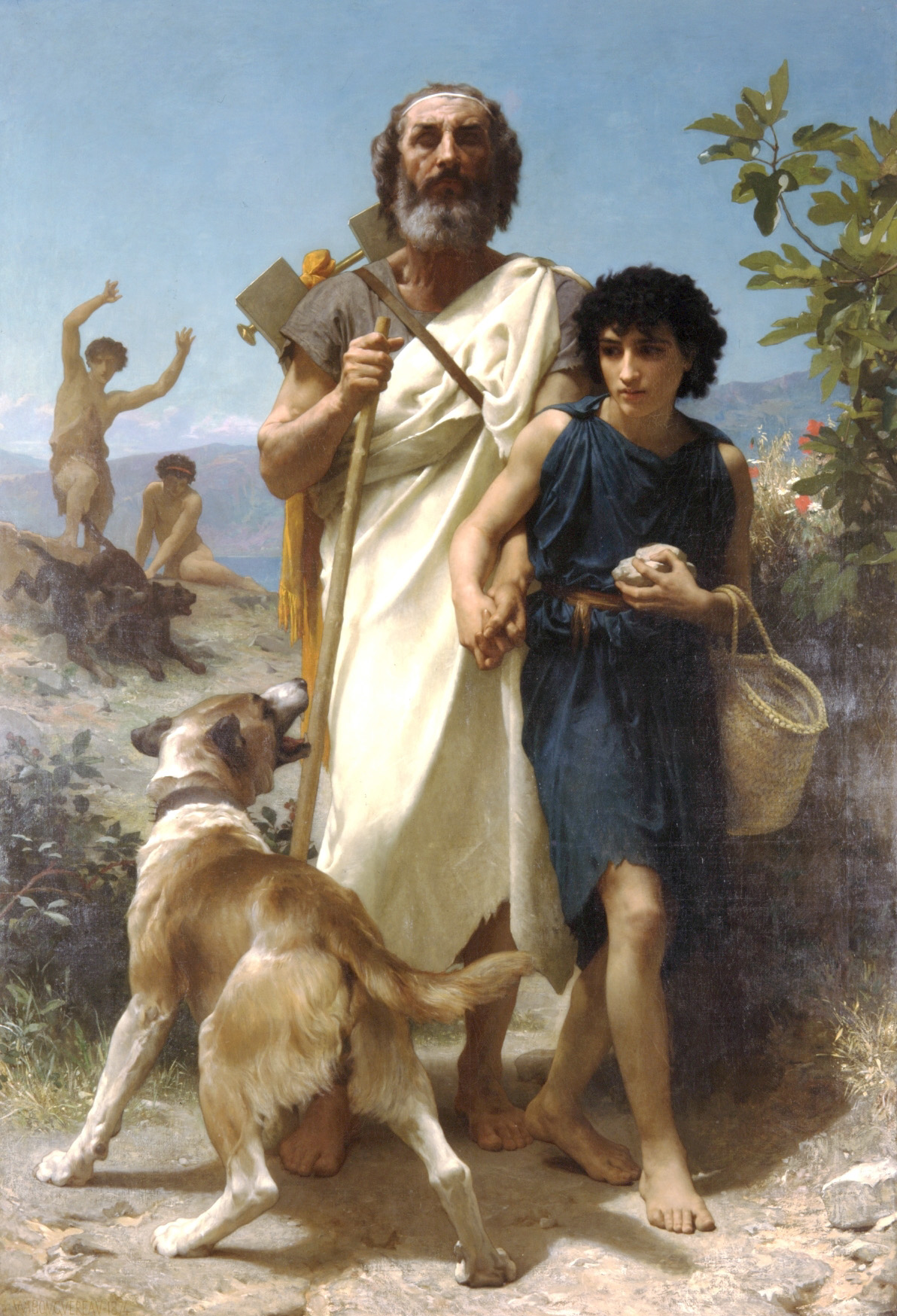
Homérosz és kísérője (William Bouguereau festménye, 1874)

Homérosz vagy a Homérosznak tulajdonított művek – hiszen az Odüsszeiát a mai irodalomtörténet egy Iliászt jól ismerő költő művének tartja – hatással voltak az egész görög kultúrára, illetve a latin nyelvű irodalmon keresztül a világirodalomra.

## Szakirodalom
- Castiglione László: Az ókor nagyjai. Budapest: Akadémiai. 1971.   94–95. o. ISBN 963-375-100-4
- Homérosz összes művei. Budapest: Gondolat. 1967.
- Devecseri Gábor: Kalauz Homéroszhoz. Budapest: Szépirodalmi. 1974.
- Karsai György: Homérosz – Odüsszeia. Budapest: Talentum. 2002.
- Émile Mireaux: Mindennapi élet Homérosz korában. Budapest: Gondolat. 1962.
- Moses I. Finley: The World of Odysseus. London: (kiadó nélkül). 1954; 1957 
  - Magyarul: Moses I. Finley: Odüsszeusz világa. Budapest: Európa. 1985.
- Karsai György: Homérosz: Iliász. Budapest: Akkord. 1998.  = Talentum Műelemzések,
- Karsai György: Homérosz: Odüsszeia. Budapest: Akkord. 1998.  = Talentum Műelemzések,
- Pierre Carlier: Homere. Paris: Fayard. 1991.
- Pierre Vidal-Naquet: Le monde d’Homere. Paris: Perrin. 2000.
- Thomas A. Szlezák: Homérosz: A nyugati irodalom születése ( ford. Tatár Sándor), Budapest, Atlantisz Könyvkiadó, 2016 (A kútnál), ISBN 9789639777378
- Ritoók Zsigmond – Sarkady János – Szilágyi János György: A görög kultúra aranykora. Budapest: Gondolat. 1984.